# Chiesa di Sant'Antonio Vecchio
Il degrado e la scarsa considerazione della chiesa di Sant'Antonio Vecchio fu tale nel corso del tempo che nel 1928 il Casadei scrisse: «È di puro ed elegantissimo stile romanico; non se ne vede la facciata, per esservi addossata una nuova costruzione, ma togliendo questa, facilmente se ne riscontrano le tracce. Infatti, sono i muri perimetrali adorni all'ingiro da meravigliosi archetti, da bellissime finestrine oblunghe e da vaghi ornamenti».
La chiesa di Sant'Antonio Vecchio è una piccola chiesa romanica situata in Corso Armando Diaz al centro di Borgo Ravaldino a Forlì.

## Storia

Chiesa di Sant'Antonio Vecchio in una vecchia fotografia databile al 1910

La chiesa venne edificata nei primi anni del XII secolo per volontà dell'abate del monastero vallombrosiano di Fiumana come parrocchia. Quando il giurisdizionalismo napoleonico pretese di determinale e luoghi di culto necessari, il parroco abbandonò la chiesa e nel 1798 trasferì la sede parrocchiale nella vicina chiesa di Sant'Anna dei Carmelitani Scalzi (l'odierna chiesa di Sant'Antonio Abate). Da allora, il degrado del complesso fu vertiginoso. Divenne magazzino di foraggio, poi stalla per i reparti di cavalleria; nella seconda metà del XIX secolo fu adibita a sala da ballo col nome di "La Gran Bretagna", durante la prima guerra mondiale ospitò la caserma per militari convalescenti ed infine fu ridotta a bottega di alimentari, divisa in due piani. L'opera di recupero iniziò negli anni Trenta e proseguì negli anni Cinquanta a cura dell'architetto Luigi Corsini, quando venne adibita a Sacrario dei Caduti forlivesi, demolito l'edificio che era addossato e riportata alla luce l'elegante bifora centrale, le decorazioni in laterizio della facciata e i resti di due antichi affreschi. Nel 1956 nel Sacrario venne allestita una mostra dedicata alla prima guerra mondiale e il 4 novembre 1958 ospitò un'altra manifestazione. Un secondo intervento che subì la chiesa avvenne nel 1960.
Nel 2009, a seguito di un ulteriore restauro, la Chiesa è adibita a sala polivalente: il 22 settembre è stata inaugurata con un concerto del pianista Davide Franceschetti e della violinista Violetta Mesoraca, nell'ambito del ciclo di incontri culturali "L'occidente nel labirinto".

## Descrizione

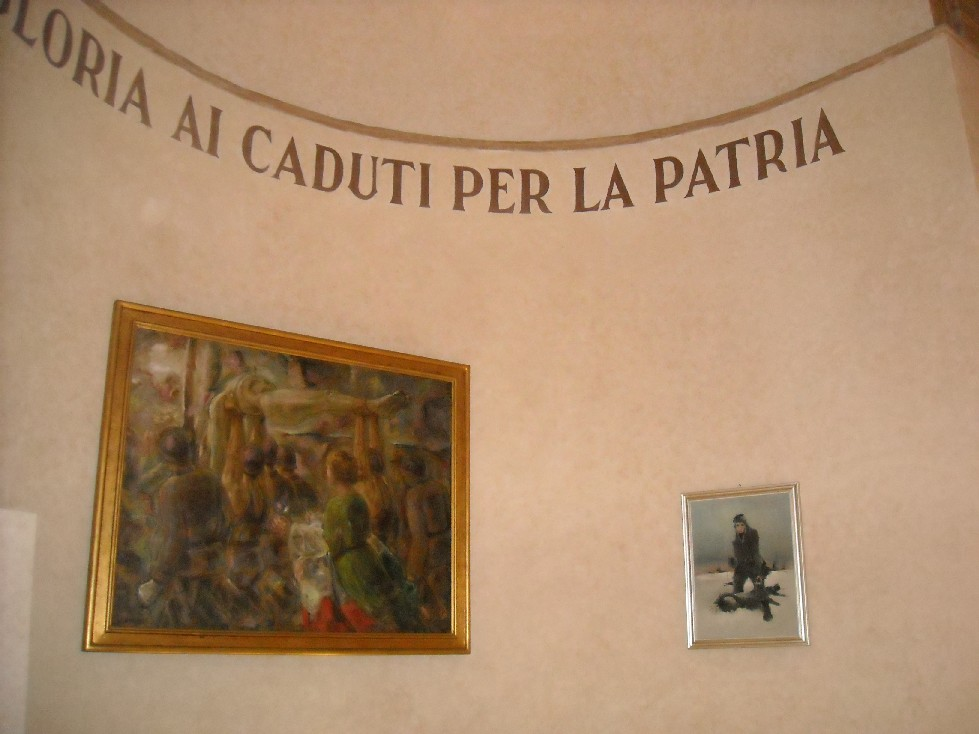
La parete dell'abside del Sacrario dei caduti con le opere di Angelini, a sinistra, e Pasqui, a destra

Dell'antico impianto romanico presenta la facciata in laterizio con una bifora e i resti di due affreschi: quello inferiore di stile giottesco e quello superiore risalente all'inizio del XIII secolo che raffigura una Carità di ignoto maestro. Gli affreschi che decoravano la facciata (Madonna con il Bambino e Sant'Antonio Abate benedicente un fanciullo), distaccati nel 1997, sono visibili presso i Musei di San Domenico.
L'interno presenta due grandi lapidi di cui il primo gruppo inaugurato il 4 novembre 1962 e il secondo inaugurato il 4 novembre 1968.
Nell'abside sono presenti un'opera di Piero Angelini, L'apoteosi dell'eroe e una di Enzo Pasqui con tema "Il Bersagliere di Tychovskoy", olio su masonite, datato 1969 e primo classificato al concorso nazionale "Il Bersagliere".